# 蓝奉高
蓝奉高（7世纪？—715年），唐朝时岭南蛮族领袖，潮州人，一说其为畲族先民。
唐高宗总章二年（669年），雷万兴与苗自成等人，先后领导广东潮州、福建南部蛮民起事，反抗唐朝统治。唐中宗景龙二年（708年），蓝奉高与雷万兴、苗自成之子等领导起事，集结潮州一带，挺进岳山，多次与漳州刺史陈元光所率唐军作战。唐睿宗景云二年（711年），直捣陈元光驻地绥安（今福建漳浦县境），刺死陈元光。唐朝以岭南多故，命陈元光之子陈珦代州事，继续镇压蓝奉高。唐玄宗开元三年（715年）蓝奉高被陈珦所杀，起义失败。